# Emilie Kittlová
Emilie Paulina Venceslava Kittlova (Praga, Imperio austrohúngaro; 26 de febrero de 1878 - České Budějovice, Checoslovaquia; 28 de enero de 1930), conocida también con los nombres artísticos de Ema Destinnová (en su país natal) y Emmy Destinn (en las naciones anglosajonas), fue una soprano dramática y cantante de ópera en Praga que fue famosa en Europa y Estados Unidos en los años previos a la Primera Guerra Mundial.
Soprano dúctil de voz caudalosa, compañera artística del gran tenor Enrico Caruso, primera Salomé en Berlín y creadora de Minnie de La fanciulla del West de Giacomo Puccini, su devoción por el arte y la cultura checa la convirtieron en figura emblemática de su país.

## Biografía

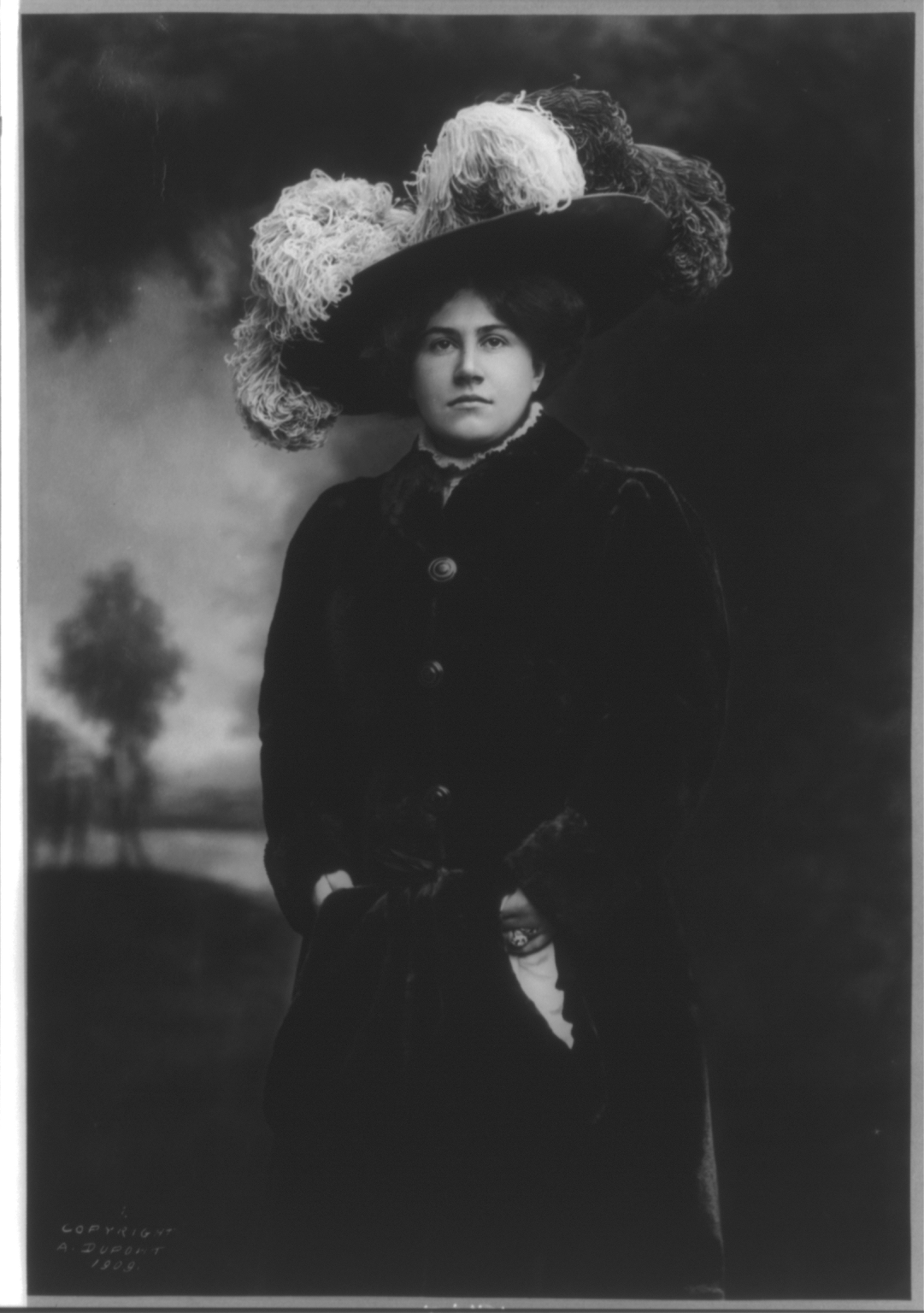

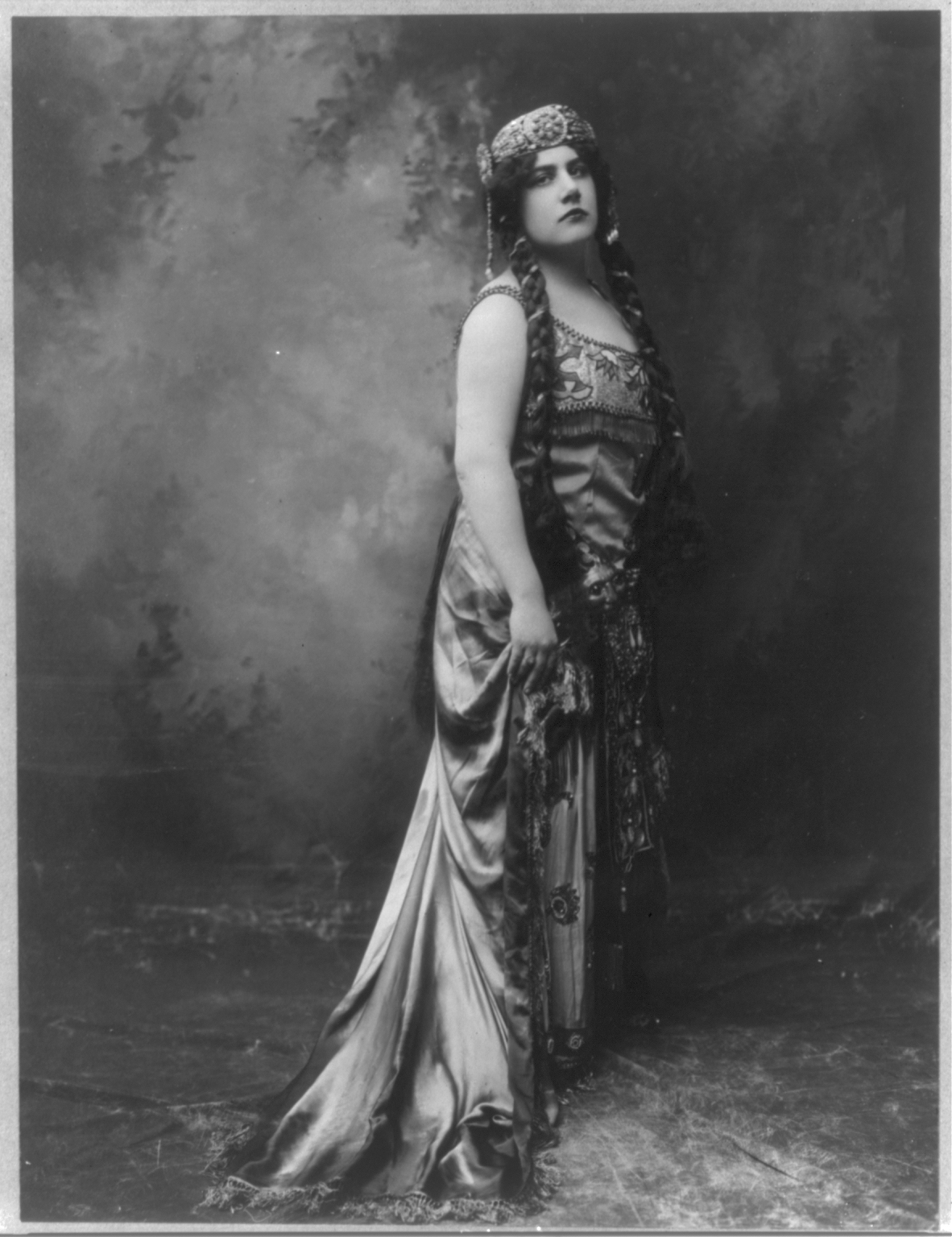

Niña prodigio, estudió con Marie von Dreger-Loewe, conocida como "Destinn" de quien adoptó el nombre en homenaje a su maestra.
Rechazada en audiciones de tres teatros (en Praga, Dresde y el Teatro des Westen en Berlín) fue finalmente aceptada en la Ópera de la Corte de Berlín donde cantó 54 papeles (incluyendo 12 premieres, entre ellas Salomé de Richard Strauss dirigida por el compositor). En ese teatro cantó más de 700 representaciones entre 1898 y 1908.
Su consagración internacional llegó con el papel de Senta en El holandés errante de Wagner en el Festival de Bayreuth por invitación de la viuda del compositor, Cósima Wagner.
En 1904 debutó en el Covent Garden de Londres en Don Giovanni de Mozart, allí cantó en la primera representación de Madame Butterfly de Puccini junto a Enrico Caruso.
En 1908 debutó en el Metropolitan Opera de New York como Aída de Verdi y posteriormente en la premier mundial de La fanciulla del West de Puccini con Enrico Caruso dirigidos por Arturo Toscanini. El dúo Destinn-Caruso fue una de las principales atracciones de la época y en el escenario del Metropolitan, la soprano canto 250 representaciones en 21 papeles.
Fue también muy apreciada como Carmen de Bizet, Nedda de Los Payasos, Santuzza en Cavalleria Rusticana y Maddalena en Andrea Chénier de Giordano.
Eclipsada durante la Primera Guerra Mundial cuando retornó a su país y tuvo problemas por sus simpatías hacia la resistencia checa, fue internada en su castillo hasta el fin de la guerra.
Terminado el conflicto su carrera no volvió a ser la misma, concentrándose en papeles eslavos en el Teatro Nacional de Praga donde cantó Libuse, Marenka y Milada. Se retiró en 1926. Se casó con Joseph Halsbach, un militar de la fuerza aérea.
Cantante, compositora, poeta y escritora su vida fue retratada en el largometraje La divina Emma (Bozská Ema) de 1979 dirigida por Jirí Krejcík.

## Eponimia
El asteroide (6583) Destinn fue nombrado así en su memoria.